# خائوس

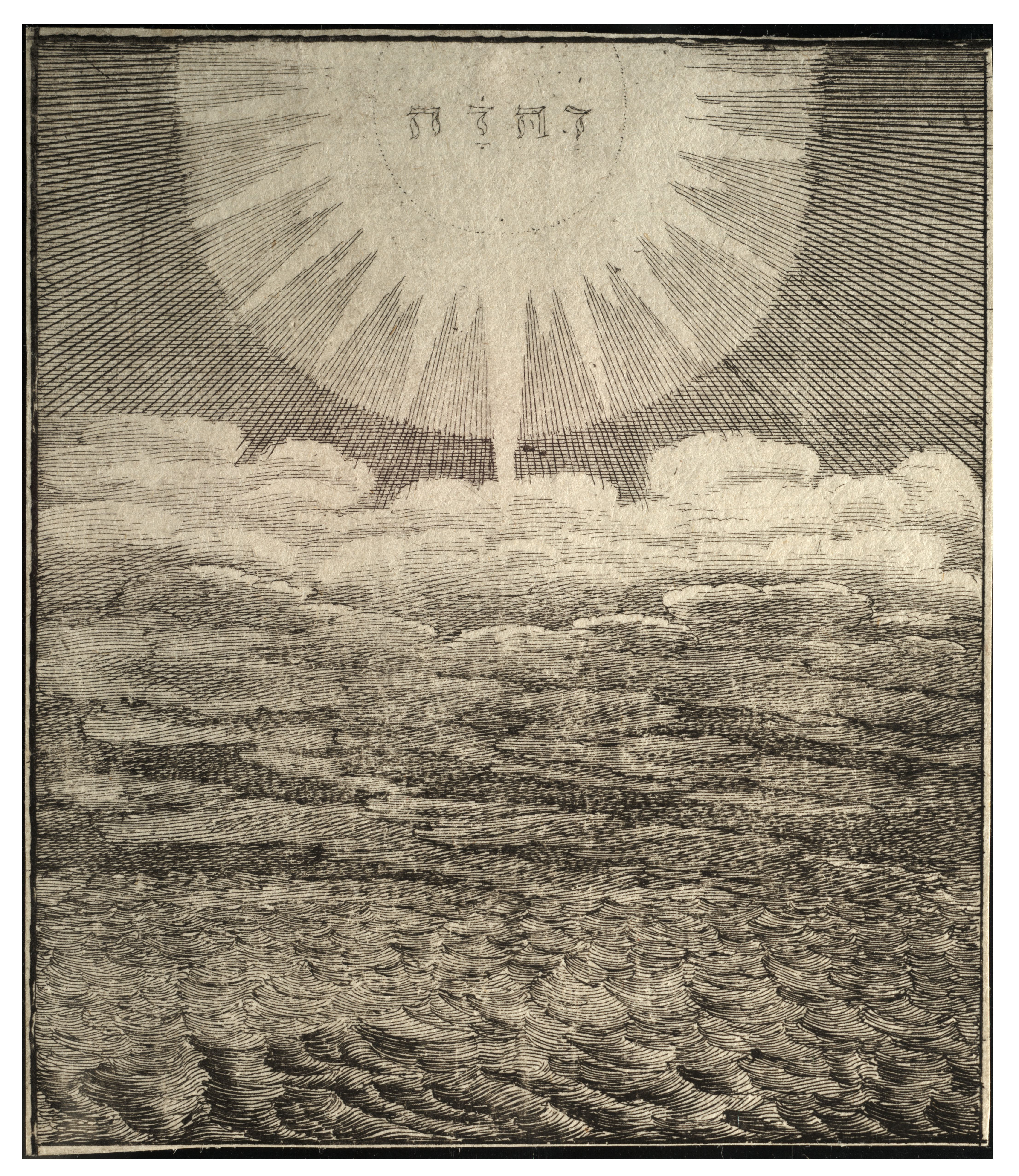
خائوس اثر واتسلاو هولار (۱۶۰۷–۱۶۷۷).

خائوس یا آشفتگی ازلی (به یونانی: Χαος Χαεος, khaos) (در کاربرد ترجمه یونانی کلاسیک و فلسفه: بُن آشوب، در کاربرد امروزی: دُش آمیختگی)، نخستین مخلوق در اساطیر یونانی، آشکارا تهیگی گسترده‌ای بود که وضعیت ابتداییِ پیش از اسطوره آفرینش یونان را بیان می‌کرد. البته در این داستان‌ها در اشاره‌هایی خائوس دارای شخصیتی انسانی تصویر شده‌است. خائوس را همچنین در افسانه‌های یونانی، توده‌ی بی‌شکل و درهم و برهمِ عوامل که پیش از آفرینش، جهان را فرا گرفته بود نامیدند. در الهیات نیز، خلأ اولیه و آشفتگیِ عواملِ کائنات قبل از خلقت، تحتِ عنوانِ هیولا خوانده شده‌است.
نقش‌مایه‌ی نبرد با خائوس در همه‌ی این افسانه‌ها دیده می‌شود که حاکی از مبارزه‌ی یک خداوندِ دلاور با هیولای آشوب و بی‌سامانی و هرج و مرجی (اغلب در قالب یک مار یا اژدها) است. لفظ مذکور در دین‌های باستانیِ خاورِ نزدیک به مفهوم‌های مشابه بسط یافته‌است. این مفهوم نخستین بار در آثار هزیود، شاعر مشهورِ یونانی مطرح شده‌است اما احتمال دارد که هزیود این مفهوم را از بابل باستان گرفته باشد.
در افسانه‌های یونان در ابتدای آفرینش خلاء یا خائوس به وجود آمد یا در واقع به وجود نیامد زیرا خائوس چیزی نیست که وجود داشته باشد یا نداشته باشد. البته در آن دسته از داستان‌هایی که خائوس دارای شخصیت است احتمالاً این برداشت می‌شود که وجود او چیزی نزدیک به وجود خدا بوده باشد (یعنی وجود دارد ولی جسم ندارد). از خائوس زمین یا گایا به وجود آمد. بعد به ترتیب تارتاروس که دنیای زیرین است و اروس یا شهوت از خلاء به وجود آمدند. دیگر خدایان به وجود آمده از خائوس عبارتند از تاریکی یا اربوس و الهه‌ی شب یا نوکس، و اما از ازدواج آن‌ها همرا (روز) و روشنایی یا آیتر متولد شدند. از ازدواج گایا و اورانوس یا همان آسمان نخستین ایزدان پدید آمدند. تایتان‌های غول‌آسا، سیکلوپ‌ها و سه هکاتونکایر (غولانی که هر یک صد دست و پنجاه سر داشتند). وقتی اورانوس آن‌ها را در جهان زیرزمینی به بند کرد، گایا جوان‌ترین تیتان، یعنی کرونوس را واداشت که پدرش را اخته کند و قدرت را برباید.
خائوس منبع الهامی برای نام‌گذاری سیستم خاصی در ریاضی شده که گاه به صورت آشوبی هم برگردانده شده‌است.

## دوران باستان
در تئوگونیای هزیود، هرج و مرج اولین چیزی بود که وجود داشت: «ابتدا آشوب به‌وجود آمد» (یا بود)، بعدتر (به‌واسطه آشوب) گایا، تارتاروس و اروس به‌وجود آمدند. از نظر هزیود، خائوس، مانند تارتاروس در مکانی دور و تاریک بود، در آن‌سوی جایی که تایتان‌ها زندگی می‌کردند، و مانند زمین و اقیانوس و هوای فوقانی می‌توانست تحت تأثیر رعد و برق زئوس قرار گیرد.
مفهوم بی‌نهایت بودن زمان برای ذهن یونانی دوران باستان در مفهوم دینی آشنا بود. هدف اصلی اولین تلاش‌ها برای توضیح جهان، شرح خلق و رشد آن از ابتدا بود. آن‌ها معتقد بودند که جهان از یک وحدت اولیه به‌وجود آمده و این مفهوم پایگاه دائمی تمام وجود آن است. آناکسیماندروس ادعا می‌کند که منشأ آپایرون (نامحدود) است، جوهری الهی و دائمی که از عناصر رایج (آب، هوا، آتش و خاک) که فیلسوفان یونان اولیه آن را توصیف می‌کنند، تشکیل نمی‌شود، همه چیز از آپایرون خلق می‌شود، و باید بر حسب ضرورت به همان‌جا نیز بازگردد. تصوری از ماهیت جهان این بود که زمین در زیر سطح آن به‌طور نامحدودی به سمت پایین کشیده می‌شود و ریشه‌هایش در تارتاروس، قسمت پایین جهان زیرین است. در عبارتی از کسنوفانس، «محدوده بالایی زمین، هوا، نزدیک پای ما، و مرز است. و حد پایین به آپایرون می‌رسد.» سرچشمه‌ها و حدود زمین، دریا، آسمان، تارتاروس است و همه چیز در شکاف باد بزرگی قرار دارند که به نظر می‌رسد نامحدود است و مشخصه بعدی «آشوب» است.

## یونان
در پرندگان آریستوفان ابتدا آشوب، شب، اربوس و تارتاروس پدید آمدند، و از شب اروس، و از اروس و آشوب پرندگان پدید آمد.
در آغاز فقط آشوب، شب، اربوس و تارتاروس وجود داشت. زمین و هوا و بهشت وجود نداشت. در ابتدا، شب با بال‌های سیاه، تخمی در آغوش اعماق بیکران اربوس گذاشت و بعد، پس از انقلاب اعصار طولانی، اروس برازنده با بال‌های طلایی پر زرق‌وبرق خود، مانند گردبادهای طوفان، سر برآورد. او در تارتاروس ژرف با تاریکی جفت‌گیری کرد، و بدین ترتیب نژاد ما را که اولین کسی بود که نور را دید، بیرون آمد. تا زمانی که اروس تمام اجزای جهان را گرد هم آورد و از ازدواج آن‌ها بهشت، اقیانوس، زمین و نژاد فناناپذیر خدایان مبارک پدید آمد، جاودانه‌ها وجود نداشتند؛ بنابراین منشأ ما بسیار قدیمی‌تر از ساکنان المپ است. ما [پرندگان] فرزندان اروس هستیم. هزاران دلیل برای نشان دادن آن وجود دارد. ما بال داریم و به عاشقان کمک می‌کنیم. چه بسیار جوانان برازنده که سوگند یاد کرده بودند که بی‌عشق بمانند، به خاطر قدرت ما ران‌های خود را باز کرده‌اند و خود را به دست عاشقان خود سپرده‌اند، زمانی که در پایان جوانی، هدیه یک بلدرچین، یک پرنده آبی، غاز یا خروس شوند.
در تیمائوس افلاطون، اثر اصلی کیهان‌شناسی افلاطونی، مفهوم آشوب معادل عبارت یونانی chôra است، که به فضای بی‌شکل تعبیر می‌شود، و در آن آثار مادی عناصر (ichnê) به‌هم‌ریخته‌است.
ارسطو، در چارچوب تحقیق خود در مورد مفهوم فضا در فیزیک، تفسیر هرج و مرج هزیود را به‌عنوان خلاء یا «مکانی بدون هیچ چیز در آن» تفسیر می‌کند. ارسطو آشوب را چیزی می‌داند که مستقل از اجسام، وجود دارد، و بدون آن هیچ چیز وجود ندارد. اجسام محسوس می‌توانند وجود داشته باشند؛ بنابراین «آشوب» در چارچوب یک تحقیق فیزیکی آشکار آورده می‌شود. امروزه از درک اسطوره‌شناختی او پیشی گرفته‌ایم و می‌دانیم که آثار ارسطو، بیش از هر چیز در تلاش برای به چالش کشیدن اتمیست‌هایی است که وجود فضای خالی را ادعا می‌کنند.

## سنت رومی
در روایت شاعرانه دگردیسی‌ها اثر شاعر نامدار رومی اووید (۴۳ قبل از میلاد - ۱۷/۱۸ پس از میلاد)، آشوب توده‌ای شکل‌نگرفته بود که در آن همه عناصر در یک «حجم بی‌شکل» در هم آمیختند.
قبل از این‌که اقیانوس و زمین ظاهر شوند - قبل از این‌که آسمان همه آن‌ها را فرا بگیرد -
چهره طبیعت در یک گستره وسیع چیزی جز آشوب یکنواخت نبود.
توده‌ای خشن و توسعه‌نیافته بود که چیزی جز وزن سنگین نداشت.

و همه عناصر ناهماهنگ، در یک توده بی‌شکل متراکم شده بودند.
به گفته یولیوس هیگینوس: «از غبار آشوب به‌وجود آمد. از آشوب و غبار، شب، روز، تاریکی و اتر به‌وجود آمدند.» در آیین اورفئوسی آشوب را پسر کرونوس و آنانکی می‌دانند.

## سنت کتاب مقدس
هرج و مرج با اصطلاح پرتگاه (توهو و بوهو) به دومین آیه از روایت کتاب پیدایش مرتبط شده‌است. این اصطلاح ممکن است به حالتی از نیستی قبل از خلقت یا حالتی بی‌شکل اشاره کند. در کتاب پیدایش، روح خدا بر روی آب‌ها در حال حرکت است، و وضعیت قبلی جهان را که به «آشوب آب» تشبیه شده‌است، جابه‌جا می‌کند که در آن چوشک (به انگلیسی: choshek) وجود دارد (از عبری ترجمه شده‌است، و تاریکی / سردرگمی است).
هفتادگانی، از نسخ تورات، هیچ استفاده‌ای از «آشوب» (به یونانی: χάος) در زمینه آفرینش نمی‌کند، در عوض از اصطلاح «شکاف، دره» (به یونانی: גיא)، در میکاه ۱:۶ و زکریا ۱۴:۴ استفاده می‌کند. با این حال، ولگاته (قدیمی‌ترین متن موجود از تمام کتاب مقدس و متن لاتینی رسمی کلیسای کاتولیک رومی) در لوقا ۱۶:۲۶، «جدایی بزرگ» بین بهشت و جهنم را به‌عنوان هرج‌ومرج بزرگ بیان می‌کند.
با این مدل از حالت اولیه ماده توسط روحانیون کلیسا از قرن دوم مخالفت شده‌است، و خلق از عدم توسط خدای قادر مطلق را مطرح کردند.
در مطالعات مدرن کتاب مقدس (مجموعه‌ای از رشته‌های مختلف برای مطالعه کتاب مقدس (عهد عتیق و عهد جدید) است)، اصطلاح آشوب در متن تورات و روایات هم‌خانواده آن در اساطیر باستانی خاور نزدیک هم استفاده می‌شود. تشابه‌هایی بین پیدایش عبری و اسطوره آفرینش بابلی انوما الیش توسط هرمان گونکل در سال ۱۹۱۰ پیدا شد. علاوه بر پیدایش، کتاب‌های دیگر عهد عتیق، به‌ویژه تعدادی از مزامیر، برخی از قسمت‌های اشعیا و ارمیا و کتاب ایوب مرتبط هستند.

## سنت هاوایی
در دین هاوایی‌ها، سه‌گانه‌ای از خدایان، معروف به «کو-کاوا-کاهی» هستند که گفته می‌شود قبل از هرج و مرج و در طول آن از ابدیت وجود داشته‌اند. آن‌ها در نهایت پو (شب) اطراف را شکستند و نور وارد جهان شد. سپس سه بهشت را برای مناطق مسکونی به همراه زمین، خورشید، ماه، ستارگان و ارواح پدیدآوردند.

## عرفان
طبق گفته عرفان در منشأ جهان، (یک اثر گنوسیسم است که به آفرینش و آخرالزمان می‌پردازد) آشوب اولین چیزی نبود که وجود داشت. هنگامی که ماهیت اعصار جاودانه تکمیل شد، سوفیا (حکمت/حکیمان) آرزو کرد چیزی شبیه به نوری که در ابتدا وجود داشت به‌وجود بیاید.

## کیمیاگری و هرمسیه

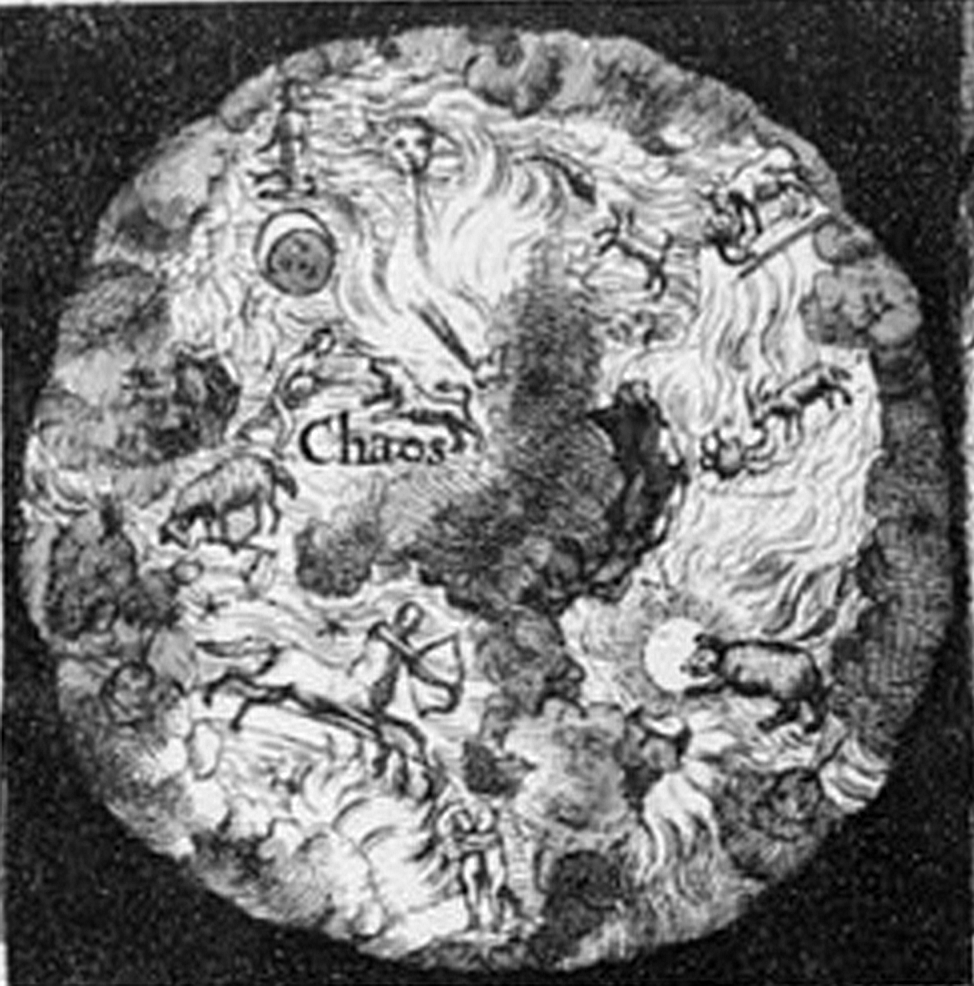
خائوس

سنت یونانی-رومی اولیه، در کیهان‌شناسی اورفئوسی قرن پنجم و ششم میلادی، با مفاهیم کتاب مقدس (تهوم) در مسیحیت ادغام شد که متأثر از کیمیاگری و جادوی رنسانس (بازگشت هنرهای جادویی اورفئوسی و نوافلاطونی بود) بود.
تخم کیهانی اورفیسم به‌عنوان ماده خام برای سنگ جادوی کیمیاگری در کیمیاگری اولیه یونان در نظر گرفته شد. اولین مرحله از فرایند تولید سنگ جادو، با هرج‌ومرج شناسایی شد. به‌دلیل ارتباط با روایت آفرینش پیدایش، که در آن «روح خدا بر روی آب‌ها حرکت می‌کرد» (کتاب پیدایش)، آشوب بیشتر با عنصر آب شناسایی شد.
رامون یوی (۱۲۳۲–۱۳۱۵) آشوب آزاد را نوشت، که در آن آشوب را به‌عنوان شکل اولیه یا ماده خلق‌شده توسط خدا معرفی می‌کند. کیمیاگر سوئیسی پاراسلسوس (۱۴۹۳–۱۵۴۱) هرج‌ومرج را مترادف با «عنصر اولیه» استفاده می‌داند (زیرا هرج‌ومرج اولیه به‌عنوان حالت متراکم بی‌شکل از همه عناصر تصور می‌شود). بنابراین پاراسلسوس زمین را به‌عنوان «آشوب گنومی‌ها» می‌شناسد، یعنی عنصر کوتوله‌ها، که از طریق آن ارواح بدون مانع حرکت می‌کنند، همان‌طور که ماهی‌ها در آب، یا پرندگان در هوا حرکت می‌کنند. یک رساله کیمیاگری با عنوان آشوب توسط هاینریش خونرات در سال ۱۷۰۸ چاپ شد. در مقدمه آمده‌است که این رساله در سال ۱۵۹۷ در ماگدبورگ، و در بیست و سومین سال کیمیاگری نویسنده نوشته شده‌است. هدف از این رساله نقل قول از پاراسلسوس در این مورد است که «نور روح، به خواست خدای سه‌گانه، همه چیزهای زمینی را از آشوب اولیه ظاهر کرد.» مارتین رولند در سال ۱۶۱۲ در قاموس کیمیا می‌نویسد: «مخلوط خام ماده اولیه یا ماتریا پریما، همان‌گونه که در ابتدا وجود دارد آشوب است.»

## سنت مدرن
اصطلاح آشوب در اسطوره‌شناسی تطبیقی مدرن و مطالعات دین‌شناسی به‌عنوان اشاره به حالت اولیه قبل از آفرینش پذیرفته شده‌است، که به‌طور دقیق دو مفهوم مجزای «تاریکی اولیه» را که از آن نظم جدیدی پدید می‌آید و «حالت اولیه» به‌عنوان ادغام اضداد را، ترکیب می‌کند. مانند آسمان و زمین که باید توسط خدایی خالق در یک عمل کیهانی از هم جدا شوند. در هر دو مورد، هرج‌ومرج به مفهوم یک حالت اولیه اشاره دارد، که کیهان را در توان خود دارد، اما قبل از این‌که جهان بتواند وجود خود را آغاز کند، باید توسط یک عقل فعال شکل بگیرد.
استفاده از آشوب به معنای مشتق‌شده از «بی نظمی یا سردرگمی کامل» برای اولین بار در انگلیسی نو نخستین ظاهر شد، که در اصل دلالت بر اغراق طنز دارد.
فرهنگ عامه، خدای یونانی آشوب را در موارد زیادی به تصویر کشیده‌است. برای نمونه، بازی ویدئویی محبوب هادس ۲۰۲۰ است که در آن آشوب به‌عنوان یک خدای غیردوگانه بدون جنسیت نشان داده می‌شود، که در بالای پایه‌های جهان اموات یا خود «آفرینش» ساکن است.

## یادداشت
1. ↑  به گفته گانتز (1996)[۶] pp.  4–5: "با توجه به هر سه این چهره‌ها - گایا، تارتاروس و اروس - باید توجه داشته باشیم که هزیود نمی‌گوید آن‌ها "از" (در مقابل "بعد") هرج‌ومرج به‌وجود آمدند، اگرچه اغلب این‌گونه فرض می‌شود." مثلاً مورفورد، ص. ۵۷، این سه نوادگان آشوب را وادار می‌کند که بگویند "احتمالاً از آشوب بیرون آمده‌اند، همان‌طور که هزیود بیان می‌کند که "از آشوب" اربوس و شب تاریک آمده‌است". تریپ، ص. ۱۵۹، می‌گوید که گایا، تارتاروس و اروس «از آشوب یا همراه با آن بیرون آمدند». کالدول (ص.  33 n.  116-122) هزیود را این‌گونه تفسیر می‌کند که آشوب، گایا، تارتاروس و اروس، همگی ""بدون منبع یا علت" خودبه‌خود ایجاد می‌شوند. نویسندگان بعدی معمولاً اروس را پسر آفرودیت و آرس می‌سازند، اگرچه چندین والدین دیگر نیز ذکر شده‌است.[۶]
2. ↑  برمر (2008)[۲۱] Caligo را به‌عنوان "Darkness" ترجمه می‌کند. به گفته او:
 «هیگینوس… «فابوله» خود را با توده‌ای عجیب از کیهان‌های یونانی و رومی و شجره‌نامه‌های اولیه آغاز کرد.
 آشوب کالیگین سابق. Ex Chao et Caligine Nox Dies Erebus Aether. — (Praefatio 1)

شجره‌نامه او به‌نظر اشتقاقی از هزیود است، اما با «کالیگو» غیرهزیودیک و غیر رومی «تاریکی» شروع می‌شود. احتمالاً تاریکی در شعر کیهانی آلکمن رخ داده‌است، اما به نظر منصفانه است که بگوییم در کیهان‌های یونانی برجسته نبوده‌است."[۲۱]